# Особенность-ориентированное сканирование

Изображение поверхности углеродной плёнки, полученное способом ООС (АСМ, прерывистый контакт). В качестве особенностей использовались углеродные кластеры (холмики) и межкластерные области (ямки).

Особенность-ориентированное сканирование (ООС, англ. FOS – feature-oriented scanning) — способ прецизионного измерения рельефа поверхности на сканирующем зондовом микроскопе, при котором особенности (объекты) поверхности служат в качестве опорных точек для привязки зонда микроскопа. В ходе ООС, переходя от одной особенности поверхности к расположенной по соседству другой особенности поверхности, производится измерение относительного расстояния между особенностями, а также измерения рельефов окрестностей этих особенностей. Описанный подход позволяет просканировать заданную область на поверхности по частям, после чего восстановить целое изображение из полученных фрагментов. Кроме указанного допустимо использование другого названия метода – объектно-ориентированное сканирование.

## Рельеф
Под особенностями поверхности понимаются любые элементы её рельефа, которые в широком смысле выглядят как холм или яма. Примерами особенностей (объектов) поверхности являются: атомы, междоузлия, молекулы, зёрна, наночастицы, кластеры, кристаллиты, квантовые точки, наноостровки, столбики, поры, короткие нанопроводники, короткие наностержни, короткие нанотрубки, вирусы, бактерии, органеллы, клетки и т. п.
ООС предназначено для высокоточного измерения рельефа поверхности (см. Рис.), а также других её свойств и характеристик. Кроме того, ООС позволяет получить более высокое, чем при обычном сканировании, пространственное разрешение. Благодаря ряду встроенных в ООС приёмов практически отсутствуют искажения, вызываемые тепловыми дрейфам и ползучестями (крипами).

## Применение
Области применения ООС: метрология поверхности, прецизионное позиционирование зонда, автоматическая характеризация поверхности, автоматическая модификация/стимуляция поверхности, автоматическая манипуляция нанообъектами, нанотехнологические процессы сборки “снизу вверх”, согласованное управление аналитическими и технологическими зондами в многозондовых устройствах, управление атомными/молекулярными ассемблерами, управление зондовыми нанолитографами и др.